# Distillation réactive

schéma de rectification et estérification réactive

La distillation réactive consiste en l'association, au sein d'un même appareil, d'une séparation par distillation et d'une réaction.
Cette technique est indiquée pour les réactions équilibrées (par exemple A + B ↔ C + D), donc incomplètes. En vertu de la loi de Le Chatelier, si l'on retire, au cours de la réaction, un des constituants, l'équilibre se déplacera dans le sens de formation de ce dernier. L'idée de la distillation réactive est donc de distiller un produit de la réaction (e.g., D) afin d'obtenir une conversion totale des réactifs. L'intérêt est multiple : augmentation de la conversion et de la sélectivité (réactions parasites), forte intégration énergétique (on peut utiliser la chaleur de réaction pour la séparation)…
L'exemple industriel illustrant le mieux cette technique est la production d'acétate de méthyle : le procédé classique requiert un réacteur et un train de neuf colonnes à distiller. Le procédé de distillation réactive requiert un seul appareil combinant les deux phénomènes.
Ce domaine de recherche (encore peu appliqué industriellement) trouve sa place dans le mouvement actuel d'intensification des procédés (diminution du ratio taille des appareils/capacité de production) visant à accroître la sûreté de fonctionnement ainsi qu'à diminuer le coût (financier, énergétique, environnemental…) des procédés.